# علوم پرورشی انتقادی

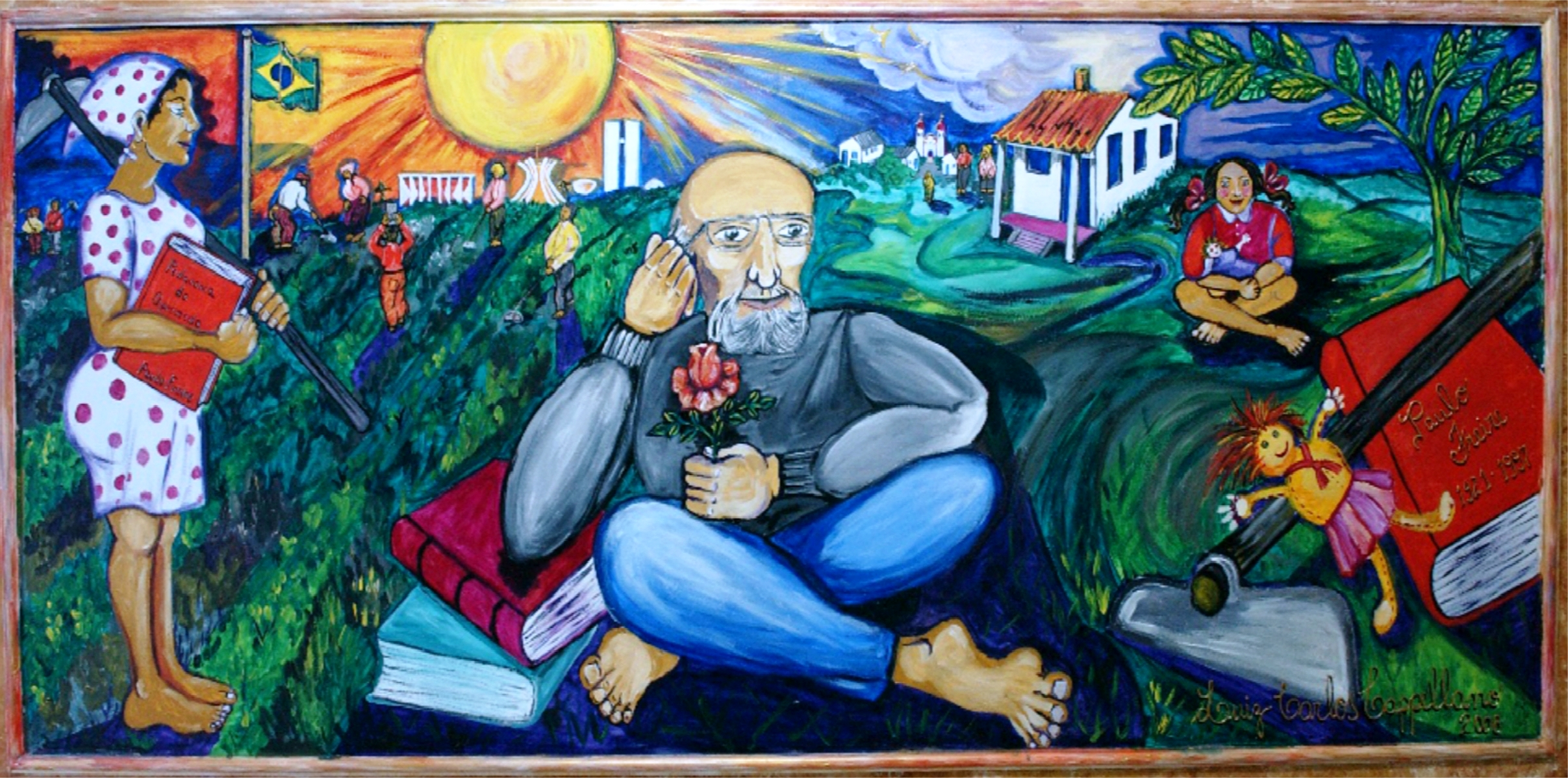
نقاشی از پائولو فریره

علوم پرورشی انتقادی فلسفه آموزش و جنبش اجتماعی ای است که مفاهیم را از نظریه انتقادی و سنتهای مربوطه به حوزه آموزش و مطالعه فرهنگ توسعه داده و به کار می‌گیرد.
این جنبش اصرار دارد که مسائل مربوط به عدالت اجتماعی و دموکراسی از کنش‌های آموزش و یادگیری متمایز نیستند. هدف تعلیم و تربیت انتقادی، رهایی از ستم از طریق بیدار کردن هشیاری انتقادی، بر اساس اصطلاح پرتغالی conscientização است. آگاهی انتقادی پس از حصول، افراد را تشویق می‌کند تا از طریق نقد اجتماعی و کنش سیاسی تغییراتی در جهان خود ایجاد کنند تا بتوانند خود را به شکوفایی برسانند.
علوم پرورشی انتقادی توسط فیلسوف و آوزگار برزیلی پائولو فریره بنیان نهاده شد، که این نظریه را از طریق کتاب به نام " آموزش و پرورش تحت ستم‌ها " منتشر شده در سال ۱۹۶۸ ترویج داد. متعاقباً این جنبش در سطح بین‌المللی پراکنده شد و پایگاه ویژه ای در ایالات متحده ایجاد کرد، جایی که طرفداران کوشیدند ابزاری را برای استفاده از آموزش برای مبارزه با نژادپرستی، تبعیض جنسی و ظلم توسعه دهند. همزمان با رشد این جنبش، عناصری از زمینه‌هایی چون جنبش حقوق بشر، جنبش حقوق مدنی، جنبش حقوق معلولیت، جنبش حقوق بومی ، نظریه پست مدرن، نظریه فمینیستی، نظریه پسااستعماری و نظریه کوئیر را در خود جای داد.
منتقدان این جنبش استدلال می‌کنند که مناسب نیست که نهادهای آموزش عالی صریحاً فعالیت سیاسی رادیکال را در میان دانشجویان خود ترویج دهند.

## زمینه
رد مفهوم علوم پرورشی انتقادی را می‌توان در مشهورترین اثر پائولو فریره در سال ۱۹۶۸، "علوم پرورشی تحت ستم هاً جستجو کرد. فریره، استاد تاریخ و فلسفه آموزش در دانشگاه فدرال پرنامبوکو در برزیل، در این کتاب و سایر آثار خود به دنبال توسعه یک فلسفه آموزش بزرگسالان بود که همبستگی با فقرا را در مبارزه مشترک برای بقا از طریق درگیر کردن آنها در یک گفتگو با آگاهی و تجزیه و تحلیل بیشتر نشان دهد. اگرچه خانواده وی در دوران رکود اقتصادی بزرگ دچار زیان و گرسنگی شده بودند، فقرا به او و خانواده اش که قبلاً در طبقه متوسط بودند، "به عنوان افرادی از دنیای دیگر که به‌طور تصادفی به دنیای آنها سقوط کرده بودند" نگاه می‌کردند. پی‌بری شخصی او نسبت به طبقه و مرزهای آنها "به‌طور کلی، منجر به این شد که فریره به‌طور رادیکال یک جامعه مبتنی بر طبقه را رد کند ".
آثار تأثیرگذار فریر، وی را احتمالاً مشهورترین آموزگار انتقادی کرد. وی هنگام توصیف این فلسفه به ندرت از اصطلاح «علوم پرورشی انتقادی» استفاده می‌کرد. تمرکز اولیه وی پروژه‌های سواد آموزی بزرگسالان در برزیل بود و بعداً برای مقابله با طیف وسیعی از مسائل اجتماعی و آموزشی تطبیق یافت. تعلیم و تربیت فریره حول یک رویکرد ضد استبدادی و تعاملی با هدف بررسی مسائل مربوط به قدرت رابطه ای برای دانشجویان و کارگران بود. مرکز برنامه درسی از هدف اساسی مبتنی بر نقدهای اجتماعی و سیاسی زندگی روزمره استفاده می‌کرد. پراکسیس فریره مستلزم اجرای طیف وسیعی از اقدامات و فرایندهای آموزشی با هدف ایجاد نه تنها یک فضای یادگیری بهتر بلکه یک جهان بهتر نیز بود. خود فریره اظهار داشت که این روش صرفاً یک روش آموزشی نبود بلکه روشی برای زندگی به شیوه آموزشی ما بود.
فلسفه آموزشی از آن زمان توسط هنری ژیرو و دیگران از دهه ۱۹۸۰ بعنوان یک "جنبش آموزشی مبتنی بر پراکسیس، هدایت شده توسط اشتیاق و اصول، برای کمک به دانش آموزان در ایجاد آگاهی از آزادی، شناخت تمایلات استبدادی و اتصال دانش به قدرت و توانایی انجام کنش سازنده " توسعه یافته‌است. فریره مقدمه اثر منتشر شده در سال ۱۹۸۸ خود با عنوان «معلمان به مثابه روشنفکران: به سوی یک علوم پرورشی انتقادی یادگیری» نوشت. پیتر مک لارن ، یکی دیگر از نظریه پردازان برجسته تربیتی انتقادی که فریره او را «پسر عموی فکری» خود خواند، پیش گفتار این کتاب را نوشت. مک لارن و ژیرو یک کتاب در زمینه آموزش انتقادی را ویرایش کردند و کتاب دیگری را نیز در دهه ۱۹۹۰ نوشتند. از جمله دیگر چهره‌های برجسته این جنبش بدون ترتیب خاصی عبارتند از بل هوکس (گلوریا ژان واتکینز)، جو L. Kincheloe، پتی کف، آنتونیا Darder، گلوریا لادسون-بیلینگز، پیتر مک لارن، جو L. Kincheloe , Khen از لمپرت، هوارد زین، دونالدو ماچدو، درموال ساویانی، سندی گراند، مایکل اپل و استفانی لدسما. برخی اوقات از جمله Jonathan Kozol و Parker Palmer، متخصصین تعلیم و تربیت در این گروه گنجانده می‌شوند. از دیگر معلمان مهم که به خاطر دیدگاه‌های ضد آموزش، عدم تحصیل یا دبستان بیشتر شناخته می‌شوند می‌توان به ایوان ایلیچ، جان هولت، ایرا شور، جان تیلور گاتو و مت هرن اشاره کرد.

## انتقاد
جان سرل، فیلسوف، هدف شیوه ژیروی علوم پرورشی انتقادی را «ایجاد رادیکال‌های سیاسی»، بدین ترتیب برجسته کردن زمینه‌های متخاصم اخلاقی و سیاسی آرمان‌های شهروندی و «خرد عمومی» را توصیف کرد. این دیدگاه‌های اخلاقی متغیر نسبت به آنچه که درست است را باید در آنچه که جان دیویی از آن به عنوان تنش بین آموزش سنتی و مترقی یاد کرده‌است، یافت. سرل استدلال کرد که اعتراضات علوم پرورشی انتقادی نسبت به آثار برجسته غربی بیجا و / یا ریاکارانه است:
«آثار برجسته» دقیقاً با القای یک نگرش انتقادی، در خدمت اسطوره زدایی از تقوای متعارف بورژوازی آمریکا بود و دیدگاهی را در اختیار دانشجو قرار می‌داد که از آن می‌توانست به تحلیل انتقادی فرهنگ و نهادهای آمریکایی بپردازد. از قضا، همین سنت اکنون ستمگرانه تلقی می‌شود. این متون زمانی عملکردی نقاب بردارانه داشتند؛ اکنون به ما گفته می‌شود که این متن‌ها هستند که باید نقاب از رویشان برداشته شود.